# Meublé

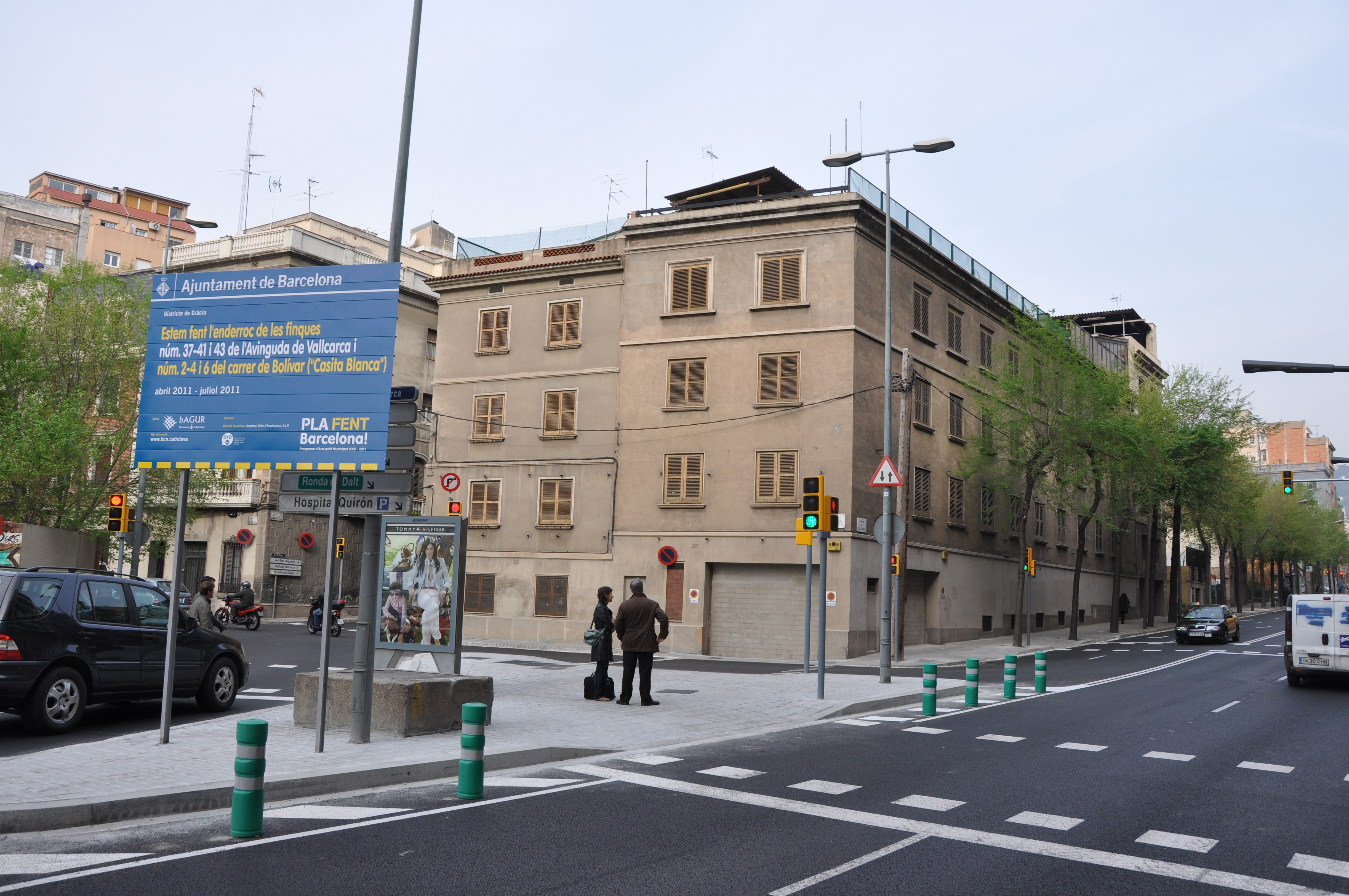
La Casita Blanca, a Barcelona, pocs dies abans de seu enderroc el 2011.

Un meublé és un establiment semblant a un hotel però orientat a facilitar les trobades sexuals de curta durada. La paraula meublé prové del francès (en francès significa "moblat") i molt probablement és una adaptació local del concepte hôtel meublé que a París, al voltant de 1900, servia per a designar les cases on residien les prostitutes de nivell alt. A començaments del segle xxi, la paraula d'origen francés "meublé" tendeix a ser substituïda per una denominació en anglès love hotel.
El meublé antic o el love hotel actual es diferencien clarament del bordell o del prostíbul, ja que aquests darrers establiments estan directament relacionats amb l'exercici de la prostitució, mentre que els meublés són utilitzats per parelles ocasionals de tota classe.
Una de les característiques que millor defineixen els meublés són la discreció i les mesures per garantir l'absoluta privacitat dels clients. A part, és clar, de l'adequació del parament i de la decoració de les habitacions a la funció que han de complir.
Entre els meublés més coneguts de Barcelona, sobresurt molt especialment La Casita Blanca, que va iniciar la seva activitat cap al 1912 i va tancar les portes el 2011. Per la seva pròpia naturalesa, el món dels meublés sempre ha estat envoltat de llegendes urbanes.